# Alfa Romeo Giulietta (1977)
Alfa Romeo Giulietta (Серия 116) — среднеразмерный автомобиль, производившийся итальянской автомобильной компанией Alfa Romeo. Модель была представлена в Ноябре 1977 года и получила имя от классической Giulietta, выпускавшейся с 1954 по 1965 года. Модель получила новый дизайн, но основывалась на шасси Alfa Romeo Alfetta (включая задний дифференциал и привод). Giulietta прошла через два рестайлинга: первый был в 1981 году, а второй в 1983 году.
В то время это был обычный кузов из трёх частей, определяющим местом различия был в задней части, где был установлен короткой багажник и небольшой аэродинамический спойлер, интегрированный в корпус. Giulietta была только в кузове седан, но было несколько универсалов, переделанных из седанов.

## История

### Первая Серия
В начале было доступно только два вида двигателей: 1,3-литровый (1,357 см³ с 95 л.с.) и 1,6-литровый (1,570 см³ с 109 л.с.). В Мае 1979 года, только два года спустя, был доступен 1,8-литровый двигатель (1,779 см³ с 122 л.с.), а в следующем Мае через год стала доступна Super Giulietta с 2-литровым двигателем (1,962 см³ с 130 л.с.).

### Вторая Серия
Летом 1981 года, Giulietta получила небольшой рестайлинг, внешний и внутренний, а двигатели остались прежними. Автомобиль получил пластиковую защиту нижней части кузова, внутри были многие изменения как новый руль и новые сидения. Панель приборов и центральный туннель был также модифицирован.
Autodelta выпустила Giulietta 2.0 Turbo Autodelta (175 л.с.), которая была представлена в 1982 года на Парижском Автосалоне. данная специальная версия имела 1,962 см³ двигатель с турбонаддувом. Итоговая Giulietta Turbodelta имела 170 л.с. (125 кВт) и турбонаддув от ККК, работающий вместе с двумя бочкообразными карбюраторами от Weber. Все турбированные версии имели чёрный или красный салон. Всего было выпущено 361 экземпляр. В том же году Giulietta 2.0 Ti и turbodiesel (VM) с двигателем объёмом 1,995 см³ с 82 л.с. (60 кВт) были также представлены публике.
В 1982 году турбодизели Alfetta и Giulietta установили семь мировых рекордов скорости на 5/10/25/50 тысячах километров и 5/10/25 тысячах миль на трассе Нардо в Лечче.

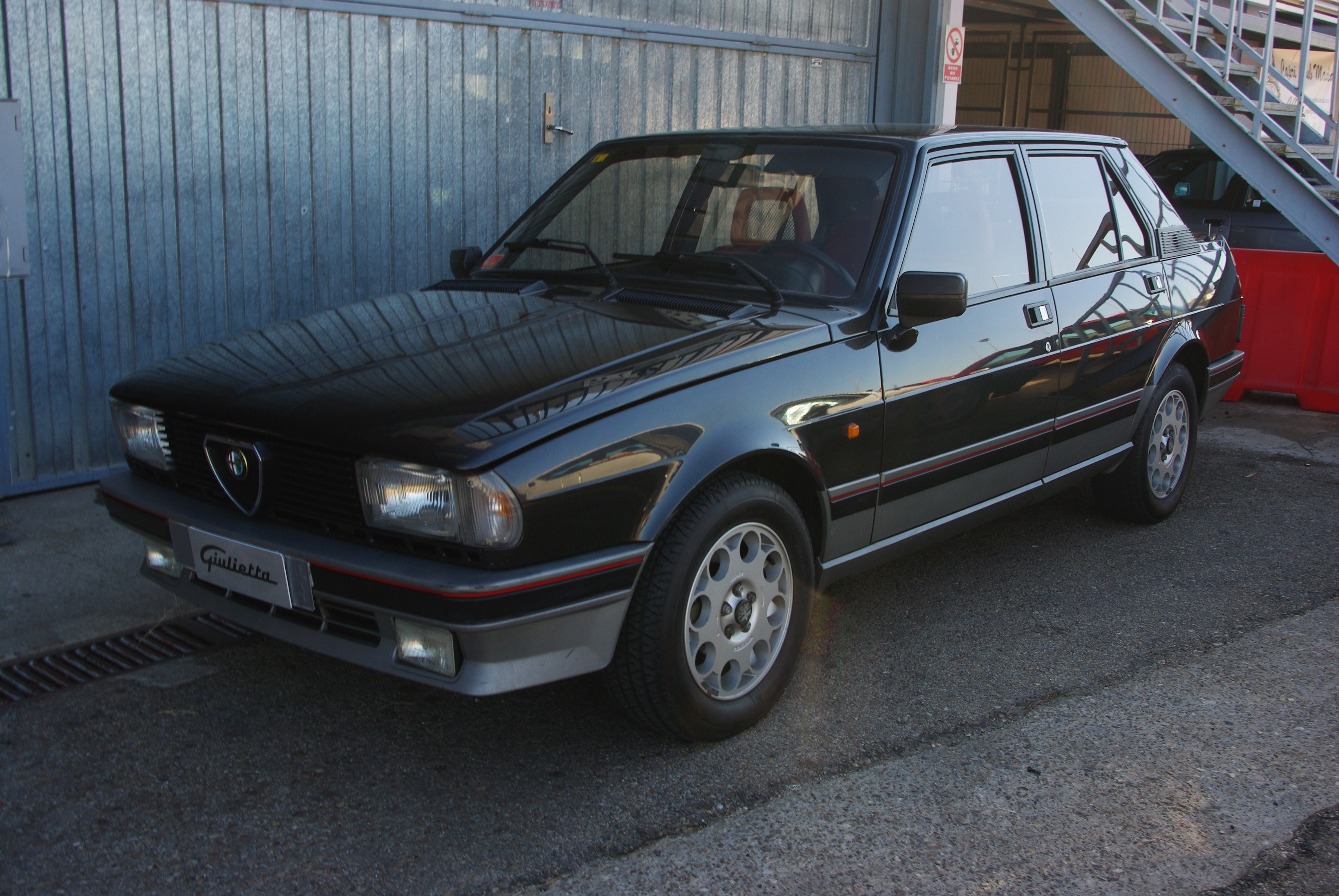
Одна из 361 Giulietta Turbodeltas

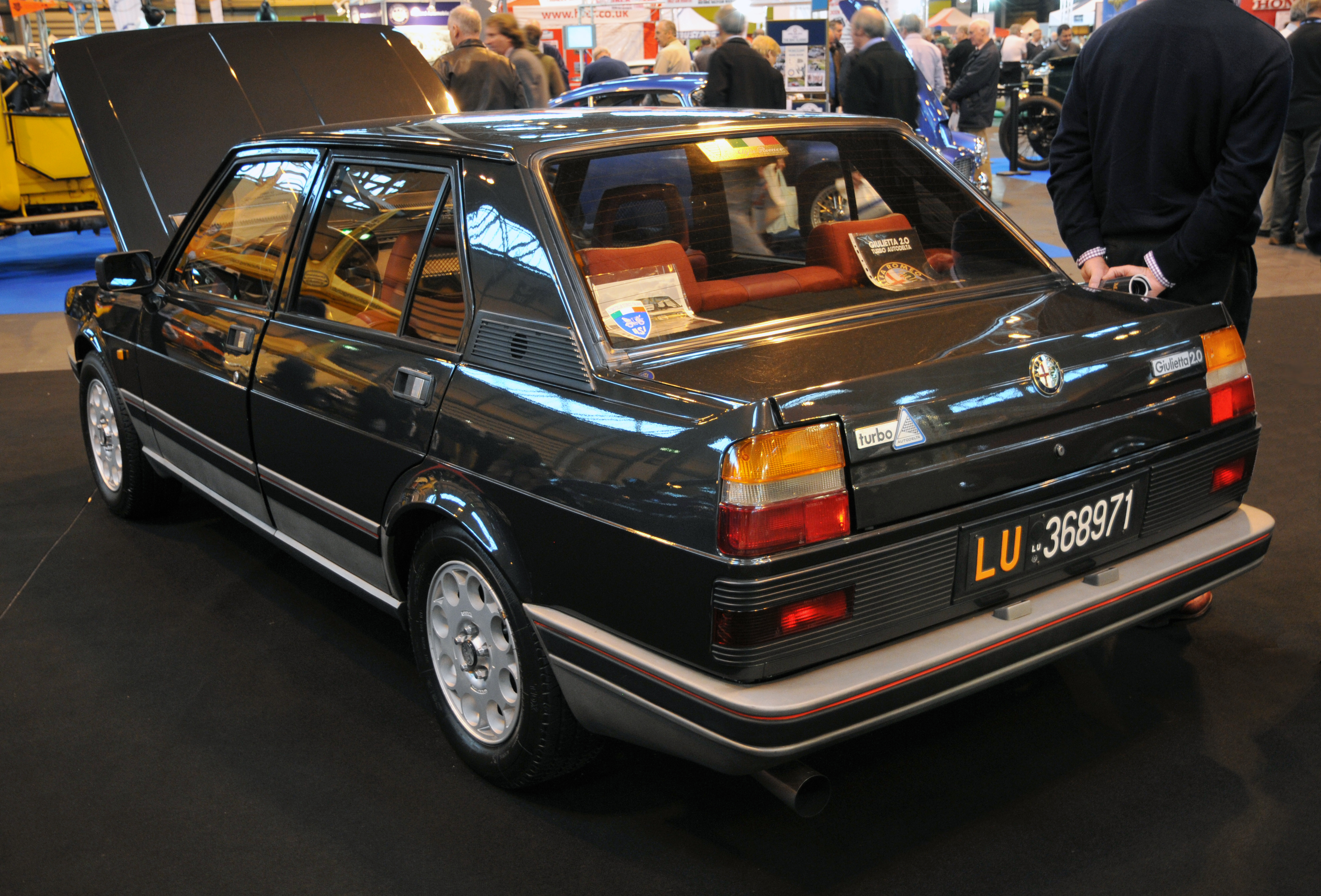
Вид сзади на Giulietta Turbodelta

### Третья Серия
В конце 1983 года была представлена «84» Giulietta (Серия 3) с минимальными отличиями кузова. Были переработаны бампера и панель приборов изменилась незначительно, на некоторых версиях задний диван получил новый дизайн. Механически эта модель была точно такая же как и старые серии, небольшое изменение получили тормоза — усилитель и впускной коллектор на некоторых версиях был изменен.
Самым большим рынком для Giulietta стала Южная Африка, где была проведена успешная рекламная ТВ-кампания от Alfa Romeo. Продажи были очень успешны с 1981 по 1984 годы. Основной этой кампании стало определение новой «аэродинамической» дизайн Giulietta, который был впоследствии перенят на 75, а затем и на 33. Giulietta была «последним успехом» для Альфы в ЮАР до появления 164 и 156 моделей в 1990-х годах.
В 1985 году после выпуска около 380 000 Giulietta, модель была заменена на Alfa Romeo 75, которая использовала в себе много основного из Giulietta.

## Двигатели
| Модель      | Двигатель | Объём        | Мощность                  | Крут. момент           | Макс. скорость | 0-100 км/ч | Производство |
| ----------- | --------- | ------------ | ------------------------- | ---------------------- | -------------- | ---------- | ------------ |
| 1.3         | DOHC I4   | 1357 куб. см | 95 л. с. при 6000 об/мин  | 121 Нм при 4500 об/мин | 165 км/ч       | 12,7 с     | 1977-1983    |
| 1.6         | DOHC I4   | 1570 куб. см | 109 л. с. при 5600 об/мин | 143 Нм при 4300 об/мин | 175 км/ч       | 11,3 с     | 1977-1985    |
| 1.8         | DOHC I4   | 1779 куб. см | 122 л. с. при 5300 об/мин | 167 Нм при 4000 об/мин | 180 км/ч       | 9,6 с      | 1979-1985    |
| 2.0         | DOHC I4   | 1962 куб. см | 130 л. с. при 5400 об/мин | 178 Нм при 4000 об/мин | 185 км/ч       | 9,4 с      | 1980-1985    |
| Turbodelta  | DOHC I4   | 1962 куб. см | 170 л. с. при 5000 об/мин | 283 Нм при 3500 об/мин | 206 км/ч       | 7,5 с      | 1984-1985    |
| Turbodiesel | I4        | 1995 куб. см | 82 л. с. при 4300 об/мин  | 162 Нм при 2300 об/мин | 155 км/ч       | 19,4 с     | 1982-1985    |